# Campetto (singolo)
Campetto è un singolo dei gruppi musicali italiani Altre di B e Lo Stato Sociale, pubblicato il 29 gennaio 2016.

## Video musicale
Il videoclip del brano, diretto da Claudio Stanghellini, è stato pubblicato il 31 gennaio 2016 sul canale YouTube di Garrincha Dischi.

## Tracce
1. Campetto – 2:40